# Радіотелескоп Тьянма
Радіотелескоп Тьяньма (кит.: 天馬望遠鏡 / 天马望远镜, піньїнь: Tiānmǎ Wàngyuǎnjìng), скорочено SH65 — повністю рухомий радіотелескоп діаметром 65 метрів, що знаходиться в громаді Тьяньма в районі Сунцзян китайського міста Шанхай. Телескоп має активну поверхню й діапазон від 1 до 50 ГГц, а також приймачі для діапазонів L, S, X, C, Ku, K, Ka та Q.

## Історія
У 2008 році Китайська академія наук, муніципальний уряд Шанхаю та керівництво Китайської програми досліджень Місяця вирішили спільно фінансувати будівництво 65-метрового радіотелескопа. Орієнтовна вартість будівництва склала 200 мільйонів юанів. З точки зору фінансування, це був суто цивільний проєкт. Однак контракт на проєктування та будівництво антени отримав 54-й науково-дослідний інститут китайської корпорації Electronics Technology Group Corporation, яка тоді входила до складу Департаменту радіоелектронної боротьби Генерального штабу.
У 2009 році планування було завершено та розпочато виробництво компонентів. Урочисте закладення першого каменя параболічної антени відбулося 29 грудня 2009 року на ділянці площею 2 га на захід від села Саньцзечжі (三界址村). Фактичні будівельні роботи розпочалися 19 березня 2010 року. Влітку 2012 року телескоп висотою 70 м і вагою 2700 т був готовий, і можна було встановити мікрохвильові приймачі для діапазонів частот L, S, X і C. Перше світло від радіотелескопа було отримано 26 жовтня 2012 року. Пізніше система була доповнена приймачами для діапазонів Ku, K, Ka і Q.

## Використання
Телескопом керує Шанхайська астрономічна обсерваторія, інститут Академії наук. Дослідницька група телескопа Тьянма (кит.: 天马望远镜研究团组, піньїнь: Tiānmǎ Wàngyuǎnjìng Yánjiū Tuánzǔ) проводить дослідження зореутворення та міжзоряного середовища під керівництвом Шень Чжицяна, директора обсерваторії. З 1986 року Шанхайська обсерваторія має 25-метровий радіотелескоп у Шешані, за 6,1 км від місця встановлення нового телескопа. Два радіотелескопи можуть працювати разом для кращої роботи.
Телескоп використовується як для радіоастрономічних і геодинамічних досліджень, так і для підтримки китайських космічних місій. Для космічних подорожей він є частиною Китайської мережі глибокого космосу, яка має підтримувати китайську місячну програму та майбутні місії на Марс. З цією метою телескоп оснащений технологією Delta-DOR і високоточним водневим мазерним годинником і підключений до корелятора та інших китайських радіотелескопів через потужну комп'ютерну мережу. Ця система радіотелескопів може не тільки приймати сигнали від космічних кораблів, але й визначати їхнє точне розташування, працюючи разом з іншими станціями, зокрема двома керованими військовими станціями глибокого космосу в Кашгарі та Гіямусі. Його перше використання цієї системи радіотелескопів для космічних подорожей відбулось під час місії Чан'е-3, коли положення посадкового модуля на Місяці вдалося визначити з точністю менше 1 м.
Радіотелескоп Тьянма, сусідня 25-метрова антена й антени в Наньшані поблизу Урумчі, Міюні поблизу Пекіна та Куньміні всі разом належать до китайської мережі радіоінтерфепррометрії з наддовгою базою, утворюючи радіотелескоп розміром з Китай. Наявність радіотелескопа Тьянма в цій мережі підвищує чутливість радіоінтерферометра у 2,6 рази.
У 2010—2011 роках, одночасно з будівництвом радіотелескопа Тьянма, був побудований РНДБ-центр в 2,4 км на схід від радіотелескопа Тьянма і в 4 км на захід від старого 25-метрового телескопа (тобто приблизно посередині між ними). РНДБ-центр займає площу 6,5 гектарів (VLBI中心), з площею будівель 3600 м² і площею додаткових приміщень 3400 м². Центр не тільки корелює дані не тільки з 25-метрового і 65-метрового радіотелескопів, а й інші дані з усієї китайської РНДБ-мережі. Телескоп разом із 25-метровою антеною є частиною Європейської РНДБ-мережі, яка використовує 22 радіотелескопи по всьому світу, а також мережі радіотелескопів Східноазійської радіотелескопічної РНДБ-мережі, яка використовує дані 21 китайського, корейського та японського радіотелескопів.